# Wolfgantzen
 Wolfgantzen  (en alsacià Wolfgàntze) és un municipi francès, situat a la regió del Gran Est, al departament de l'Alt Rin. L'any 2005 tenia 1.050 habitants.

## Demografia
| 1962 | 1968 | 1975 | 1982 | 1990 | 1999 |
| ---- | ---- | ---- | ---- | ---- | ---- |
| 368  | 383  | 409  | 836  | 822  | 972  |

## Administració
| Període   | Identitat         | Partit |
| --------- | ----------------- | ------ |
| 2001-2008 | Jean-Paul Fricker |        |
| 2008-     | François Koeberle |        |